# ادامو، جیمینا لکی سزچالکی
ادامو، جیمینا لکی سزچالکی (به لاتین: Adamów, Gmina Łęki Szlacheckie) در لهستان است که در Gmina Łęki Szlacheckie واقع شده‌است.